# Natura 2000-område nr. 109 Havet mellem Romsø og Hindsholm samt Romsø
 Natura 2000-område nr. 109 Havet mellem Romsø og Hindsholm samt Romsø  består af består af habitatområde H93 og fuglebeskyttelsesområde F77. Natura 2000-området ligger i Kerteminde Kommune, i vandplanopland 1.14 Storebælt . Hele området omfatter ca. 4.328 ha, hvoraf knap 93% udgøres af hav. Øen Romsø udgør
109 ha.
Området er udpeget for at beskytte kyst- og havnaturtyper blandt andet som levested for Marsvin og havterne. Desuden de store og artsrige overdrev og skovnaturtyper på
Romsø samt avneknippemose og rigkær på Hindsholm.
Områdets havnatur blev kortlagt i 2012 og den medtager i visse områder mulige boblerev og mulige biogene rev. Der fandtes
- Sandbanke (1110): 449 ha
- Bugt (1160): < 1 ha
- Mulige biogene rev (1170): 1 ha
- Biogene rev (1170): 6 ha
- Rev (1170): 850 ha

## Naturfredning
På Romsø blev 40 hektar fredet i 1955 med henblik på at værne om øens stengærder, naturskov og tjørnekrat.
Ved Hverringe Gods blev i alt 330 hektar landbrugsjord, skov og uopdyrkede arealer (moser og enge) langs den 8 kilometer lange kyst rundt om Stavreshoved på det sydøstlige Hindsholm fredet i 1955

## Eksterne kilder og henvisninger
1. ↑  "Hovedvandopland 1.14 Storebælt" (PDF). Arkiveret fra originalen (PDF) 1. december 2017. Hentet 22. november 2017.
2. ↑  Om fredning på Romsø på fredninger.dk
3. ↑  Om fredningen på fredninger.dk

- Kort over området på miljoegis.mim.dk
- Naturplanen Arkiveret 1. december 2017 hos  Wayback Machine
- Basisanalysen 2016-21 Arkiveret 1. december 2017 hos  Wayback Machine